# Hradčany (Brno-vidéki járás)
Hradčany település Csehországban, a Brno-vidéki járásban. Hradčany Březina, Tišnov, Sentice, Čebín, Heroltice és Drásov településekkel határos. Lakosainak száma 680 fő (2024. január 1.).

## Népesség
A település lakosságának változását az alábbi diagram mutatja:
| Lakosok száma | 244  | 284  | 299  | 393  | 447  | 478  | 644  | 658  | 684  | 680  |
|               | 1869 | 1890 | 1921 | 1950 | 1980 | 2001 | 2017 | 2019 | 2022 | 2024 |